# Rafik Darragi
Rafik Darragi (geboren 1939 in Sousse, Französisches Protektorat in Tunesien) ist ein tunesischer Anglist und Autor zahlreicher historischer Romane.

## Leben

### Wissenschaftliche Karriere
Darragu besuchte das Lycée de garçons in Sousse und anschließend die École normale supérieure in Tunis. Er promovierte an der Université Paris 1 Panthéon-Sorbonne in englischer Literatur und wurde Professor an der Universität Tunis und Direktor des Institut Bourguiba des langues vivantes.
Rafik Darragi ist Mitglied des Exekutivausschusses der International Shakespeare Association (ISA) in Paris und Generalsekretär der Association des écrivains tunisiens en Europe. Außerdem veröffentlichte er zahlreiche Artikel in der Zeitschrift Leaders.

### Schriftsteller
Erst mit 60 Jahren veröffentlichte Darragi sein erstes literarisches Werk: den historischen Roman Egilona, la dernère reine des Wisigoths. Egilona war die Ehefrau von Roderich, dem letzten König der Westgoten (710–711). Nach der Schlacht von Guadalete wurde sie von Muslimen gefangen genommen. Der erste Gouverneur von Vandalusien Abd al-Aziz ibn Musa nahm sie zur Frau. Vermutlich hatte sie einen gewissen Einfluss auf sein Handeln, da sie ihn davon überzeugte, die Christen zu verschonen. Er wurde zwischen 715 und 718 ermordet, so wie auch Egilona. Darrigi beschreibt wie die unterschiedlichen Bevölkerungsgruppen auf die Hochzeit reagieren, wie sich missgünstige Gerüchte zu vermeintlichen Wahrheiten verfestigen.
In seinem Roman Sophinisbe, la gloire de Carthage thematisiert Darragi die Zeit des 2. Punischen Krieges (218–201 v. Chr.). Titelheldin ist die karthagische Patrizierin, Tochter des Generals Hadrubal, die seit der Renaissance in der europäischen Kunst immer wieder dargestellt wurde. Boccaccio und Petrarca griffen das Thema auf. Die Dichter Montchrestien, Jean Mairet, Pierre Corneille und Lohenstein entwickelten aus dem Stoff Dramen und die Komponisten Jommelli und Gluck Opern. Auch in der bildenden Kunst wurde vor allem Sophinisbes Selbstmord ein beliebtes Motiv. 1634 schuf Rembrandt das Gemälde Sophinisbe empfängt dem Giftbecher. In der maghrebinischen Literatur wird Sophinisbe erst 1996 von Abdelmajid El Arouis in dem Roman Massinissa et Sophinisbe thematisiert. Darragi arbeitet in seinem Roman historische Quellen auf, die zu jedoch zu Sophinisbe selbst dürftig sind. Er konstruiert Liebesbeziehungen von Sophinisbe zu Syphax und Massinissa, die zur rivalisierenden Kulmination führen.

## Auszeichnungen
Darragi wurde mit dem Bildungsorden der tunesischen Republik ausgezeichnet. Außerdem erhielt er folgende literarische Preise:
- Comar d'or 2001 (Preis für den ersten Roman) für Le Faucon d'Espagne[9]
- Comar d'or 2005 (Sonderpreis der Jury) für Sophonisbe, la gloire de Carthage[10]
- Comar d'or 2019 für Jugurtha: un contre-portrait[11][12]

## Werke (Auswahl)

### Wissenschaftliche Werke
- La Violence dans la tragédie jacobéenne: contemporains et successeurs de Shakespeare. Faculté des lettres de Tunis, 1988 (französisch).
- The Sword and the Mask: Violence in Jacobean Tragedy. Publications de la faculté des sciences humaines et sociales, Tunis 1995, ISBN 9973-922-26-3 (englisch).
- Theatrical Violence: Shakespearean and other studies. Centre de publication universitaire, Tunis 2001, ISBN 9973-948-89-0 (englisch).
- La Société de violence dans le théâtre élisabéthain. Éditions L'Harmattan, Paris 2012, ISBN 978-2-296-50095-2 (französisch).
- Hédi Bouraoui, la parole autre: l'homme et l'œuvre. L'Harmattan, Paris 2015, ISBN 978-2-336-36939-6.
- Le Roman arabe moderne: une anthologie d'ouvrages disponibles en français. Edilivre, Paris 2017, ISBN 978-2-334-24753-5.

### Romane
- Egilona, la dernière reine des Wisigoths. L'Harmattan, Paris 2002, ISBN 978-2-7475-2739-2.
- Le Faucon d'Espagne. L'Harmattan, Paris 2003, ISBN 978-2-296-30886-2.
- Sophonisbe, la gloire de Carthage. Séguier, Paris 2005, ISBN 978-2-84049-408-9.
- La Confession de Shakespeare. Éditions L'Harmattan, Paris 2007, ISBN 978-2-296-16719-3.
- Jugurtha: un contre-portrait. Nirvana, Tunis 2019, ISBN 978-9938-53-000-1.